# Classificazione dei suoli

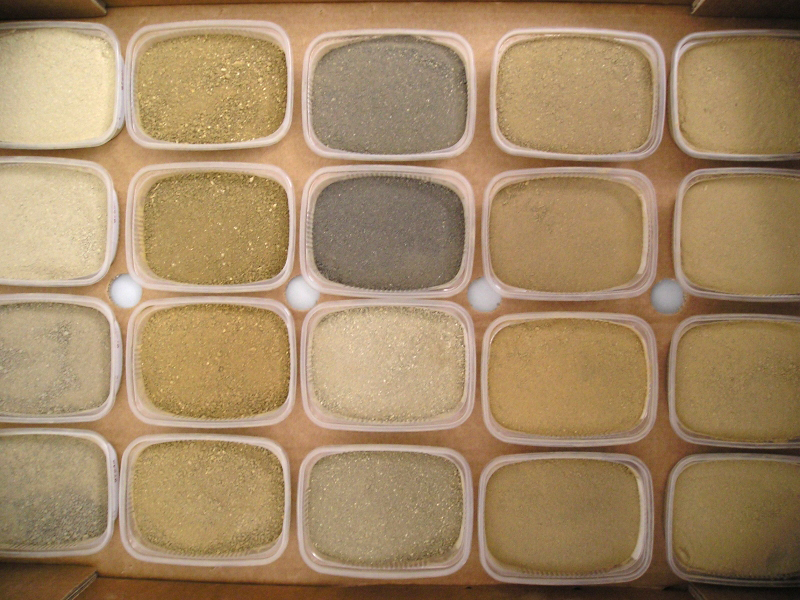
Vari tipi di suolo.

La classificazione dei suoli si occupa della caratterizzazione sistematica dei suoli, basata sia sulle caratteristiche distintive dei suoli stessi che sui criteri che ne determinano l'utilizzo.

## Caratteristiche generali
La classificazione dei suoli è un soggetto dinamico, a partire dalla struttura del sistema stesso, fino alla definizione delle classi e alle applicazioni sul campo. Può essere affrontata sia partendo dalla pedogenesi che dalla morfologia del suolo, oppure considerandolo come un materiale o come una risorsa.
Concetti differenti di pedogenesi, e differenze nel significato delle caratteristiche morfologiche dei vari terreni possono influenzare l'approccio definitorio. Nonostante queste differenze, in un sistema ben costruito, i criteri di classificazione raggruppano concetti simili, cosicché le interpretazioni non possano differire troppo. L'applicazione nel campo è una sfida dovuta alla natura complessa della formazione del suolo e alle problematiche inerenti alla risorsa suolo.

## Tipi per disciplina

### Scienza del suolo

Il sistema di classificazione USDA del suolo basato sulla granulometria delle particelle che costituiscono il terreno.

Marlin Cline ha gettato le basi razionali per una classificazione utilitaria:
Lo scopo di ogni classificazione è di organizzare la nostra conoscenza in modo che le proprietà degli oggetti possano essere ricordate e le loro relazioni possano essere comprese più facilmente per un obiettivo specifico. Il processo include la formazione di classi che raggruppino gli oggetti sulla base delle loro proprietà comuni. In ogni sistema di classificazione si definiscono gruppi per i quali si possa dare un numero elevato di giudizi che siano precisi e rilevanti in modo da descriverli al meglio.
Per le risorse dei suoli, l'esperienza ha dimostrato che un sistema di classificazione naturale, che raggruppa i suoli secondo le loro proprietà intrinseche, il comportamento o la pedogenesi, dà come risultato delle classi che possono essere interpretate per molti usi diversi. Invece in una classificazione tecnica (come la classificazione a seconda della capacità di fertilizzazione), i suoli sono raggruppati in funzione della loro adattabilità ad un uso specifico e delle caratteristiche dello strato superiore del suolo.
I sistemi naturali, come il Référentiel pédologique français, si basano sulla pedogenesi presunta dei suoli, mentre sistemi "gerarchici" moderni come la tassonomia del suolo secondo USDA e la World Reference Base for Soil Resources usano criteri tassonomici che coinvolgono la morfologia e i test di laboratorio (peraltro utilizzati anche dai sistemi naturali) per definire la classificazione gerarchica delle classi.
Un altro tipo di approccio è quello della classificazione numerica, o ordinamento statistico, nella quale i suoli individuali sono raggruppati attraverso metodi di analisi multivariata dei dati statistici come nell'analisi dei cluster. Questo permette di creare raggruppamenti naturali indipendentemente dalla genesi del suolo.
Nell tecniche di controllo del suolo, come vengono praticate negli Stati Uniti, la classificazione dei suoli di solito implica l'uso di criteri basati sulla morfologia in aggiunta alle caratteristiche derivanti dalla pedogenesi. Vengono fissati dei criteri per guidare le scelte sull'uso e la gestione del suolo. Si tratta in pratica un sistema gerarchico che è un ibrido sia di criteri naturali che oggettivi. La tassonomia del suolo secondo USDA provvede i criteri cruciali per la differenziazione delle particelle catastali dei suoli. Questa è una revisione sostanziale della tassonomia del 1938, che era un sistema strettamente naturale. Le particelle unitarie basate sulla tassonomia del suolo sono inoltre ordinate per classi in base a sistemi di classificazione tecnica come la possibilità di sfruttamento del terreno, le condizioni aquiche e la resa agricola; ad esempio, il land capability classification (LCC), letteralmente "classificazione della capacità del terreno", organizza i terreni in otto classi, dalla migliore alla peggiore.
In aggiunta ai sistemi scientifici di classificazione dei suoli, vi sono anche sistemi di classificazione tradizionali. Tassonomie empiriche sono state usate per millenni, mentre i sistemi con base scientifica sono di sviluppo relativamente recente.

### Ingegneria
Gli ingegneri, di solito ingegneri geotecnici, classificano i suoli secondo le loro proprietà ingegneristiche per valutarli come supporto delle fondazioni degli edifici o come materiale da costruzione. I sistemi di classificazione ingegneristica moderna sono progettati per permettere una facile transizione dalle osservazioni sul campo alla predizione del comportamento e delle proprietà ingegneristiche del suolo.
Il più comune sistema ingegneristico di classificazione dei suoli nel Nord America è l'Unified Soil Classification System (USCS), caratterizzato da tre principali gruppi di classificazione: 
1. suoli a granulometria grossolana (sabbia e ghiaia);
2. suoli a grana fine (limo) e finissima (argilla);
3. suoli principalmente organici (torba).

Il sistema USCS suddivide ulteriormente le tre maggiori classi di suoli per una migliore definizione.
Altri sistemi ingegneristici di classificazione negli Stati Uniti includono il sistema AASHTO Soil Classification System e il sistema Modified Burmister.
Una completa descrizione geotecnica ingegneristica del suolo include anche altre proprietà come il colore, il contenuto in sito di umidità, la coesione, e alcuni altri dettagli circa le proprietà materiali del suolo oltre a quelle fornite dalla codifica USCS.

### Sistemi internazionali correnti di classificazione
- Buol, S.W., F.D. Hole, R.J. McCracken, and R.J. Southard. 1997. Soil Genesis and Classification, 4th Edition. Iowa State University Press, Ames, IA.
- Driessen, P., Deckers, J., Spaargaren, O., & Nachtergaele, F. (Eds.). (2001). Lecture notes on the major soils of the world. Rome: FAO.
- W. Zech, P. Schad, G. Hintermaier-Erhard: Soils of the World. Springer, Berlin 2022. ISBN 978-3-540-30460-9
- IUSS Working Group WRB: World Reference Base for Soil Resources, fourth edition. International Union of Soil Sciences, Vienna 2022. ISBN 979-8-9862451-1-9 ().

### Sistemi naturali correnti di classificazione
- Agriculture Canada Expert Committee on Soil Survey. (1987). The Canadian system of soil classification (2nd ed.). Ottawa: Canadian Government Publishing Centre.
- Avery, B. W. (1980). Soil classification for England and Wales: higher categories. Cranfield, England: Cranfield University, Soil Survey & Land Research Centre.
- Baize, D., & Girard, M. C. (Eds.). (1995). Référentiel pédologique 1995. Paris: Institut National de la Recherche Agronomique.
- Baize, D., & Girard, M. C. (Eds.). (1998). A sound reference base for soils: The "Référentiel Pédologique" (English translation by Hodgson J.M., Eskenazi N.R., & Baize D. ed.). Paris: Institut National de la Recherche Agronomique.
- Hewitt, A. E. (1992). Soil classification in New Zealand: legacy and lessons. Australian Journal of Soil Research, 30, 843-854.
- Isbell, R. F. (1996). The Australian soil classification. Collingwood, Victoria, Australia: CSIRO.
- Soil Classification Working Group. (1991). Soil classification: a taxonomic system for South Africa. Pretoria: Department of Agricultural Development, RSA.
- Soil Survey Staff. (1999). Soil taxonomy: a basic system of soil classification for making and interpreting soil surveys (2nd ed.). Washington, DC: US Department of Agriculture Soil Conservation Service.

### Sistemi tecnici correnti di classificazione
- Boorman, D. B., Hollis, J. M., & Lilly, A. (1995). Hydrology of soil types: a hydrologically-based classification of the soils of the United Kingdom (No. 126): UK Institute of Hydrology.
- Klingebiel, A. A., & Montgomery, P. H. (1961). Land capability classification. Washington, DC: US Government Printing Office.
- Sanchez, P. A., Palm, C. A., & Buol, S. W. (2003). Fertility capability soil classification: a tool to help assess soil quality in the tropics. Geoderma, 114(3-4), 157-185.
- American Society for Testing and Materials, 1985, D 2487-83, Classification of Soils for Engineering Purposes: Annual Book of ASTM Standards. Vol. 04.08, pp 395–408.

### Primi sistemi di classificazione di interesse storico
- Baldwin, M., Kellogg, C. E., & Thorp, J. (1938). Soil classification. In Soils and men: Yearbook of agriculture (pp. 979–1001). Washington, DC: U.S. Department of Agriculture.
- Simonson, R. W. (1989). Historical aspects of soil survey and soil classification with emphasis on the United States, 1899-1970. Wageningen, NL: International Soil Reference and Information Centre (ISRIC).

### Principi
- Butler, B. E. (1980). Soil classification for soil survey. Oxford: Oxford Science Publications.Science, 96,
- Cline, M. G. (1949). Basic principles of soil classification. Soil Science, 67(2), 81-91.
- Cline, M. G. (1963). Logic of the new system of soil classification. Soil 17-22.
- Webster, R. (1968). Fundamental objections to the 7th approximation. Journal of Soil Science, 19, 354-366.
- Terzaghi Karl (1924). Soil Mechanics in Engineering Practice, Wiley-Interscience; 3 Sub-edition (January 1996, ISBN 0-471-08658-4)

### Classificazioni Numeriche
- McBratney, A. B., & de Gruijter, J. J. (1992). A continuum approach to soil classification by modified fuzzy k-means with extragrades. Journal of Soil Science, 43(1), 159-175.